# Scarus prasiognathos
Poisson-perroquet à gorge verte
Espèce
Statut de conservation UICN

 LC  : Préoccupation mineure
Scarus prasiognathos est une espèce de poissons-perroquets tropicaux, de la famille des Scaridae. On l'appelle souvent « Poisson-perroquet à gorge verte » en français.

## Description et caractéristiques
La phase initiale est uniformément rouge-brun, avec quelques points clairs ou bleutés (notamment sur le visage).
La phase terminale (mâle) est bleu-vert, avec les écailles finement bordées verticalement de rose. Il se reconnaît facilement au masque facial orange vif, tranchant avec la moitié inférieure de la tête turquoise (comme les nageoires). Les lèvres sont bordées de violet, et les nageoires plus ou moins ornées de lignes orangées ou rosées (parfois jaunes). La queue est fourchue, bleu turquoise ornée d'une fourche rosée.
La taille maximale atteint 70 cm.

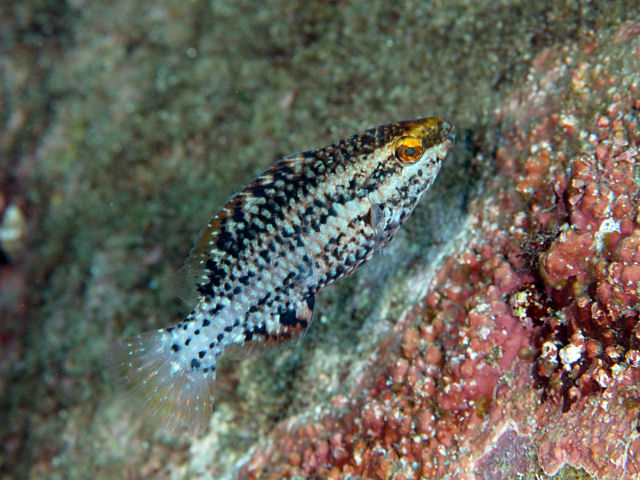
Juvénile immature
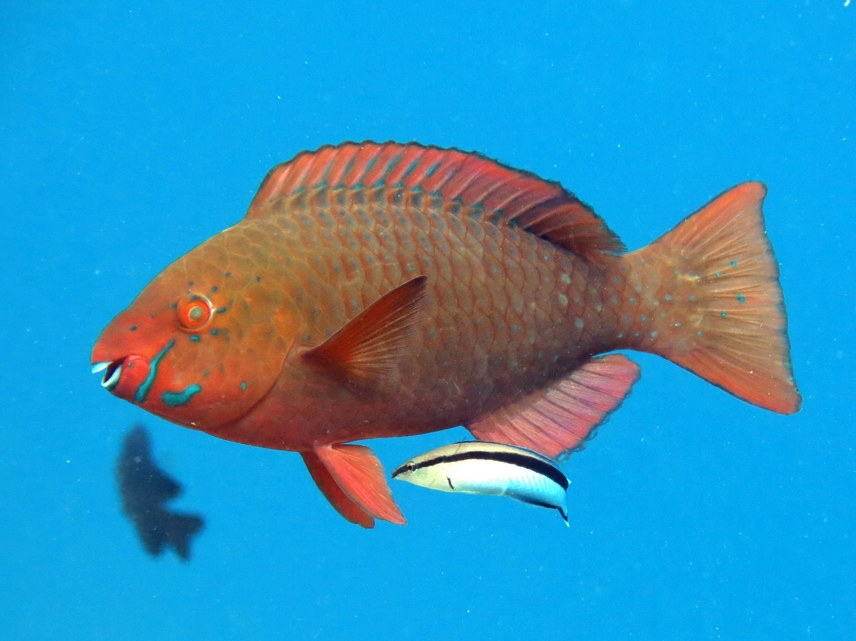
Phase initiale (femelle)
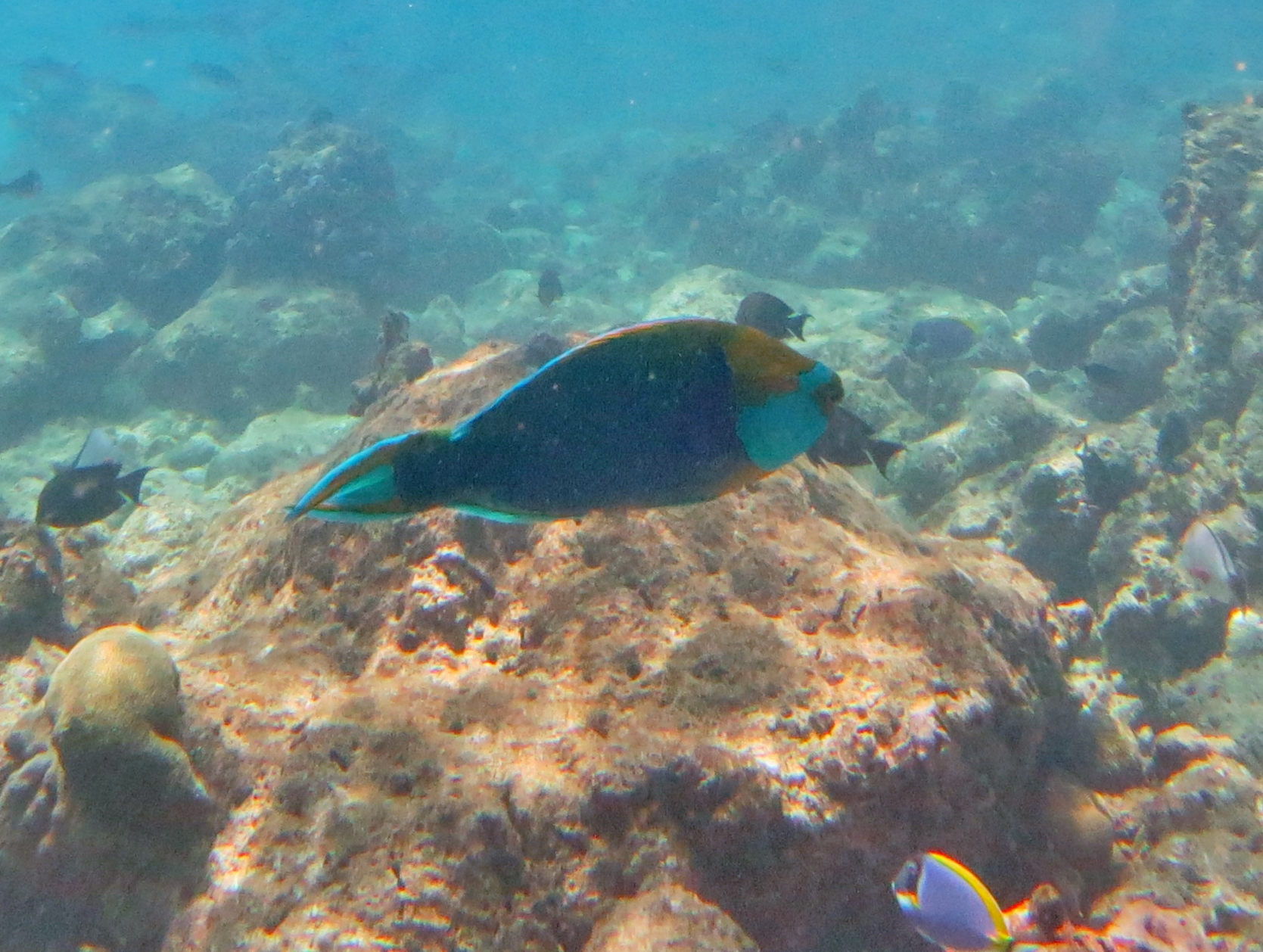
Phase finale (mâle)

## Habitat et répartition
Cette espèce se rencontre dans l'Indo-Pacifique tropical.